# 티모페이 스크레아빈
티모페이 스크레아빈(루마니아어: Timofei Screabin, 1967년 11월 14일~) 또는 티모페이 게오르기예비치 스크랴빈(러시아어: Тимофе́й Гео́ргиевич Скря́бин)은 몰도바의 전직 권투 선수이다. 소련과 몰도바 국가대표 선수로 활동했으며 1988년 하계 올림픽 남자 플라이급 동메달을 획득했다. 또한 유럽 선수권 대회에서 은메달 1개, 굿윌 게임에서 동메달 1개를 획득했다.